# تونتنگا
تونتنگا شهری در شهرستان گوئیباره در استان بام در بورکینافاسوی شمالی است و جمعیت آن ۹۴۵ نفر است.